# Xanthorhoe plumbea
Xanthorhoe plumbea là một loài bướm đêm trong họ Geometridae.